# Carlo Guarnieri (calciatore)
Carlo Guarnieri (Pescara, 17 novembre 1919 – Pescara, 14 agosto 2004) è stato un calciatore italiano, di ruolo attaccante.

## Caratteristiche tecniche
Giocò nel ruolo di ala sinistra.

## Carriera
Giocò in Serie A con il Livorno.